# Robert Stolz

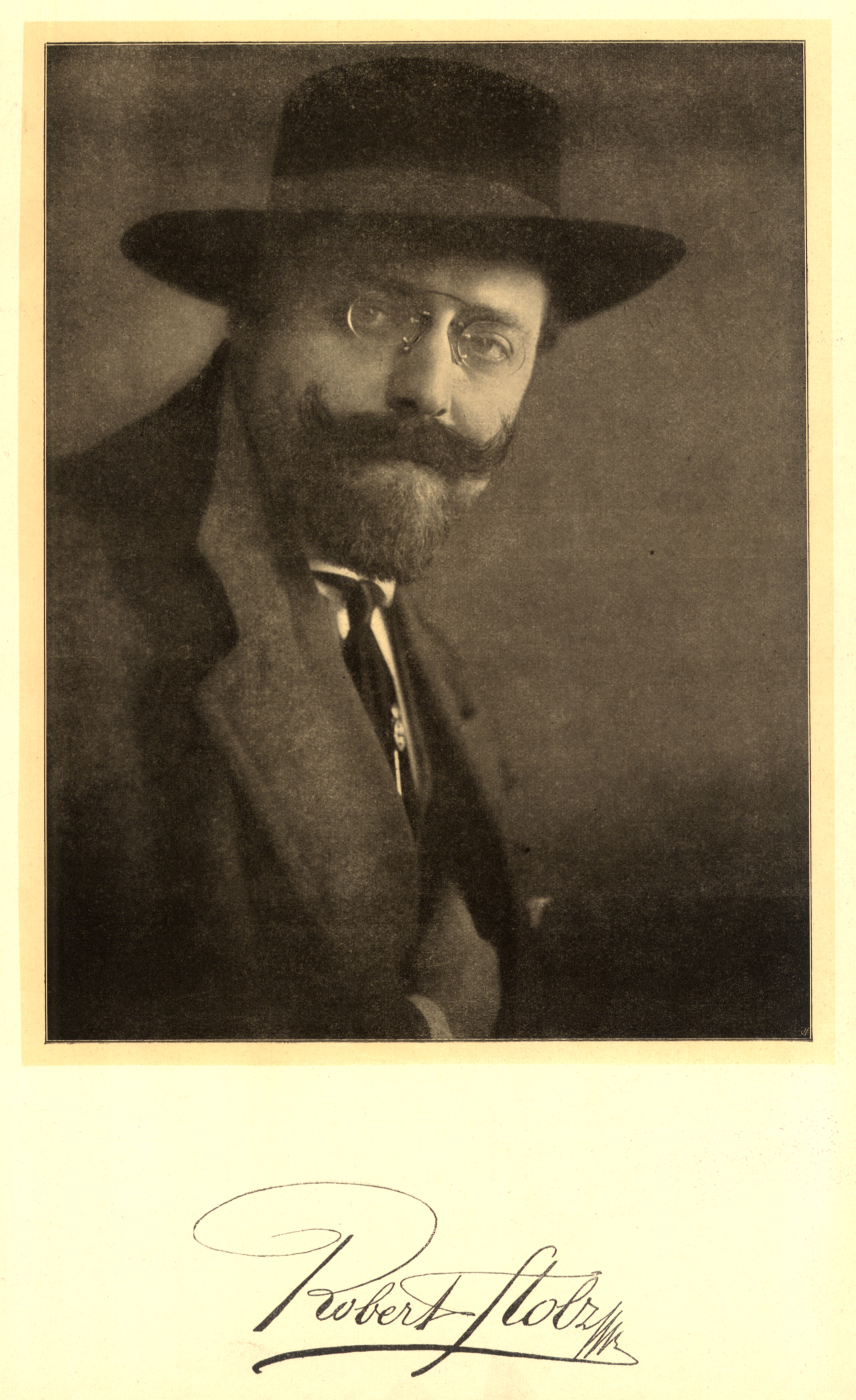
Robert Stolz in ca. 1915

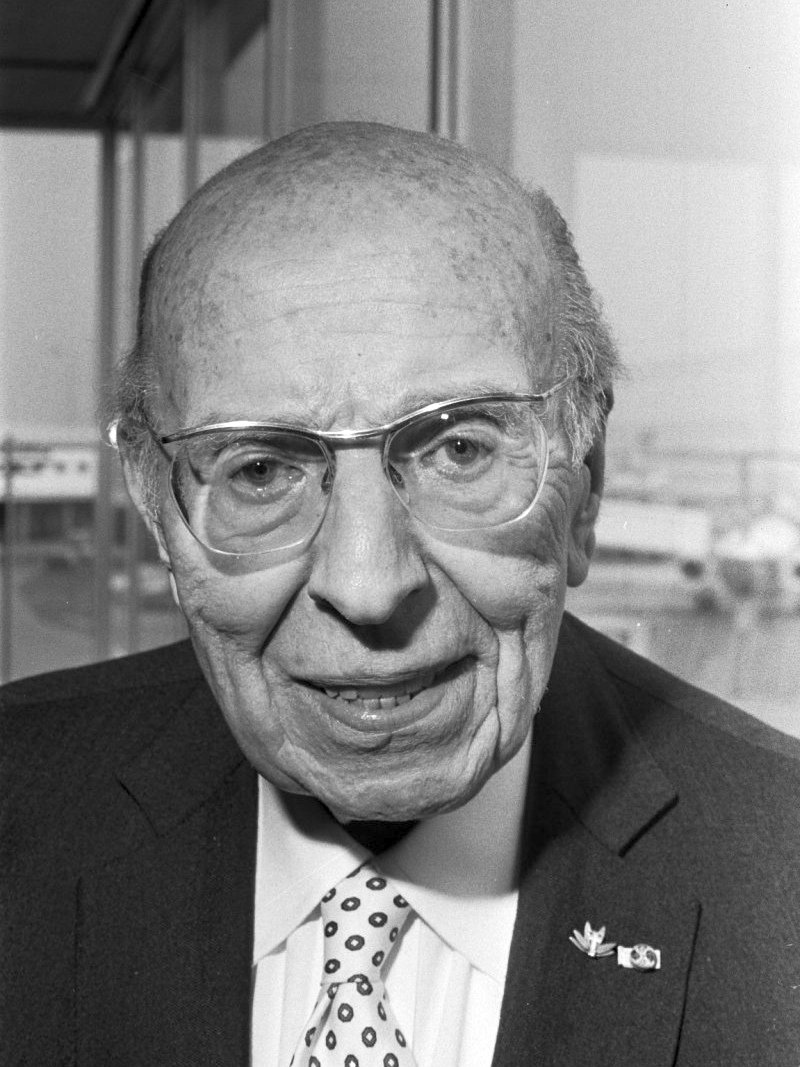
Robert Stolz in 1970

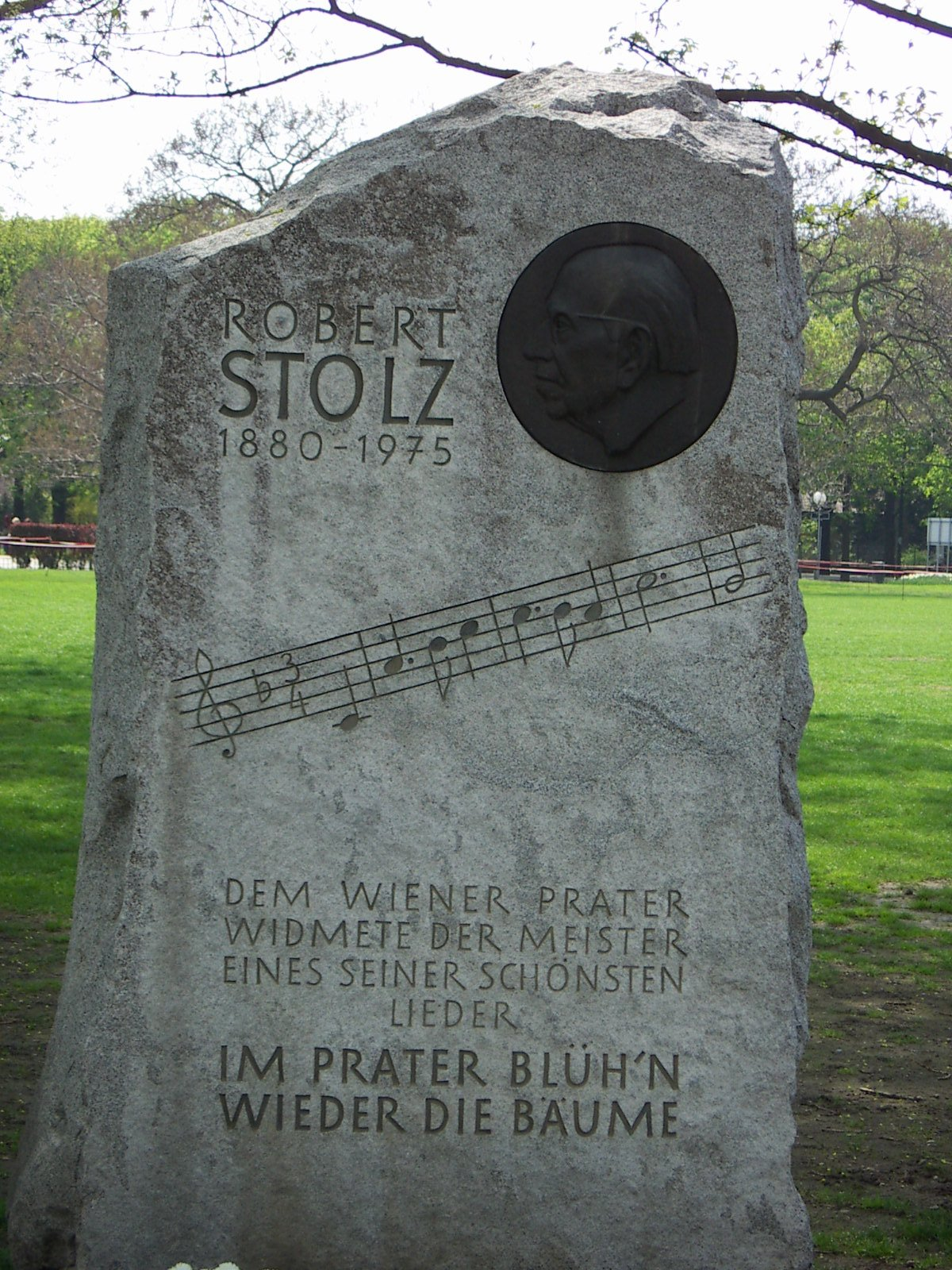
Robert Stolz gedenksteen in het Wiener Prater

Robert Elisabeth Stolz (Graz, 25 augustus 1880 – West-Berlijn, 27 juni 1975) was een Oostenrijks componist en dirigent.
Hij schreef meer dan 60 operettes, filmmuziek en schlagers. Hij wordt nog steeds de koning van de Weense operette genoemd. Vele nu nog bekende en geliefde "schlagers" kwamen van zijn hand. Enkele voorbeelden: 
- Servus Du
- Adieu, mein kleiner Gardeoffizier
- Du sollst der Kaiser meiner Seele sein
- Im Prater blüh'n wieder die Bäume
- Salome, schönste Blume des Morgenlands
- Auf der Heide blüh’n die letzten Rosen
- Vor meinem Vaterhaus steht eine Linde
- Die ganze Welt ist himmelblau
- Mein Liebeslied muss ein Walzer sein
- Wien wird schön erst bei Nacht
- Zwei Herzen im Dreivierteltakt

## Leven en werk
Robert Stolz was het twaalfde kind (van de dertien) van de componist en muziekleraar Jakob Stolz (1832-1919) en de pianiste Ida Bondy (1841-1932). Zijn broer Leopold (1866-1957) was ook componist en dirigent. Het was al vroeg duidelijk dat Robert musicus zou worden. Zijn eerste openbare recital op de piano gaf hij als zevenjarige. Familievriend Johannes Brahms bevond zich in het publiek. Als elfjarige componeerde hij een pianostukje voor zijn vader. Hij studeerde muziek in Graz, Berlijn en Wenen bij onder anderen Robert Fuchs en Engelbert Humperdinck, en voltooide zijn studies in 1896.
Zijn eerste aanstellingen waren als koorrepetitor en dirigent in Graz, Marburg an der Drau en Salzburg. Daar debuteerde hij in 1903 als componist met de operette Schön Lorchen. Van 1905 tot 1917 leidde hij het Theater an der Wien, waar hij de premières dirigeerde van onder meer Die lustige Witwe (1905) en Der Graf von Luxemburg (1909) van Franz Lehár, Die Dollarprinzessin (1907) van Leo Fall en Der tapfere Soldat (1908) van Oscar Straus. In de Eerste Wereldoorlog diende hij als kapelmeester van een militaire kapel.
Na een mislukte poging een eigen theater in Wenen op te richten, lukte dat in 1924 wel in Berlijn. Na twee jaar moest de Robert Stolz-Bühne weer gesloten worden. Hij keerde terug naar Wenen en zette daar zijn successen voort. Hij werd beschouwd als de laatste grootheid van de Weense operette. Omstreeks 1930 begon hij ook te componeren voor films. Zwei Herzen im Dreivierteltakt was de eerste Duitstalige geluidsfilm. Adieu, mein kleiner Gardeoffizier uit de operette Die lustigen Weiber von Wien (1908) werd vanaf 1930 zeer populair dankzij de ook op Broadway populaire show Im weißen Rößl (The White Horse Inn). Ook zijn titelsong voor de film Ungeküsst soll man nicht schlafen gehn werd een grote hit.  
Hij bleef ook in het Berlijnse muziekleven actief. Tijdens de naziperiode reed Stolz vaak op en neer van Berlijn naar Wenen en heeft hij 21 keer Joden en politiek vervolgden in zijn limousine meegesmokkeld naar Oostenrijk. Toen Oostenrijk zich aansloot bij Nazi-Duitsland, vluchtte hij in 1938 via Zwitserland naar Parijs. Hij werd daar als vijand gevangengenomen. Hij werd vrijgekocht en ging naar de Verenigde Staten, waar hij succes had als filmcomponist. Tweemaal werd hij genomineerd voor een Oscar voor filmmuziek, in 1940 voor Spring Parade (in het bijzonder voor Waltzing in the Clouds dat een hit werd voor Deanna Durbin) en in 1941 voor It Happened Tomorrow. De nazi's probeerden hem terug te laten keren door hem eervolle aanbiedingen te doen, maar toen hij categorisch weigerde, werd hem in 1941 het staatsburgerschap van het Duitse Rijk ontnomen en werden zijn bezittingen geconfisqueerd.   
Van 1946 tot zijn dood woonde hij weer in Wenen. Vanaf 1952 leverde hij de muziek voor de Wiener Eisrevue, waarvoor hij 19 ijsoperettes schreef. In de jaren zestig en zeventig maakte hij vele plaatopnamen van operettes van Johann Strauss, Franz Lehár, Emmerich Kálmán en Leo Fall. Hij gebruikte de dirigeerstok die hij geërfd had van Lehár en die oorspronkelijk aan Johann Strauss had toebehoord.
Hij maakte enkele uitstapjes buiten zijn gebruikelijke genre naar de 'ernstige' klassieke muziek met de opera Die Rosen der Madonna (1920) en de liedercyclus 20 Blumenlieder (1927-1928), waarvan Anneliese Rothenberger een opname maakte onder zijn leiding. Daartegenover staat zijn Oostenrijkse bijdrage aan het Eurovisiesongfestival 1960 in Londen met het door Horst Winter gezongen Du hast mich so fasziniert. Stolz dirigeerde zelf en het lied behaalde een zevende plaats. In 1961 had Petula Clark een hit met Stolz' lied Salome, schönste Blume des Morgenlands uit 1919, met een nieuwe tekst onder de titel Romeo. 
Hij bleef tot op zeer hoge leeftijd actief in de muziek en trad vele malen voor de televisie op met de tenor Rudolf Schock en de sopraan Margit Schramm. Ter gelegenheid van zijn 90e verjaardag presenteerde Anneliese Rothenberger in 1970 een groots huldigingsconcert in de Berliner Philharmonie, dat door meer dan 200 televisiezenders over de gehele wereld rechtstreeks werd uitgezonden.  
Stolz is vijf keer in het huwelijk getreden. Zijn eerste twee echtgenotes Grete Holm (bekend geworden met het lied Servus Du) en Franzi Ressel waren zangeressen. De vijfde, Yvonne Louise Ulrich ("Einzi") met wie hij in 1946 trouwde, was van 1938 tot aan zijn dood ook zijn manager.

## Eerbewijzen
Bij zijn 90e verjaardag, in 1970, werd Stolz ereburger van Wenen. Hij kreeg ook de Weense eremedaille in goud, als tweede componist na Richard Strauss. Ook werden postzegels met zijn beeltenis uitgegeven.
Tot de talloze onderscheidingen die Stolz te beurt vielen, behoorde ook de Nederlandse benoeming tot Commandeur in de Orde van Oranje-Nassau, hem verleend door koningin Juliana in 1968.
Er staan monumenten in Neustadt/Wenen, Berlijn, Baden-Baden en Sankt Wolfgang en er is een aantal straten naar hem genoemd. Tussen Wenen en Graz reed tot 1995 de sneltrein Robert Stolz. In Berlijn is een Robert Stolz Park. In 1977 werd een Robert Stolz-bos geplant, in 1978 werd het Robert Stolz Museum in Graz geopend.

## Werken (selectie)
- 1903 - Schön Lorchen
- 1906 - Manöverliebe
- 1908 - Die lustigen Weiber von Wien
- 1910 - Das Glücksmädel
- 1913 - Du liebes Wien
- 1917 - Lang, lang ist 's her
- 1919 - Salome (foxtrot), Hello my fairy lady (one step)
- 1920 - Der Tanz ins Glück
- 1920 - Die Rosen der Madonna (opera)
- 1921 - Die Tanzgräfin
- 1923 - Mädi (operette)
- 1925 - Märchen im Schnee
- 1926 - Der Mitternachtswalzer
- 1927 - Märchen im Schnee
- 1930 - Der verlorene Walzer
- 1930 - Peppina
- 1932 - Venus in Seide
- 1932 - Wenn die kleinen Veilchen blühn (première Princesse-Schouwburg, Den Haag)
- 1933 - Der verlorene Walzer
- 1934 - Gruezi
- 1935 - Himmelblaue Träume
- 1936 - Rise and Shine
- 1937 - Die Reise um die Erde
- 1947 - Drei von der Donau
- 1949 - Frühling im Prater
- 1949 - Pumpernickel
- 1957 - Kleiner Schwindel in Paris
- 1962 - Trauminsel
- 1964 - Frühjahrsparade
- 1969 - Hochzeit am Bodensee